# Copidocephala
Copidocephala är ett släkte av insekter. Copidocephala ingår i familjen lyktstritar.
Kladogram enligt Catalogue of Life:
| Copidocephala | \| \| Copidocephala guttata \| \| \| \| \| \| Copidocephala melanoptera \| \| \| \| \| \| Copidocephala merula \| \| \| \| \| \| Copidocephala ornanda \| \| \| \| \| \| Copidocephala viridiguttata \| \| \| \| |
|               | \| \| Copidocephala guttata \| \| \| \| \| \| Copidocephala melanoptera \| \| \| \| \| \| Copidocephala merula \| \| \| \| \| \| Copidocephala ornanda \| \| \| \| \| \| Copidocephala viridiguttata \| \| \| \| |
|               | Copidocephala guttata |
|               | |
|               | Copidocephala melanoptera |
|               | |
|               | Copidocephala merula |
|               | |
|               | Copidocephala ornanda |
|               | |
|               | Copidocephala viridiguttata |
|               | |